# Жозеф Марі Жаккар

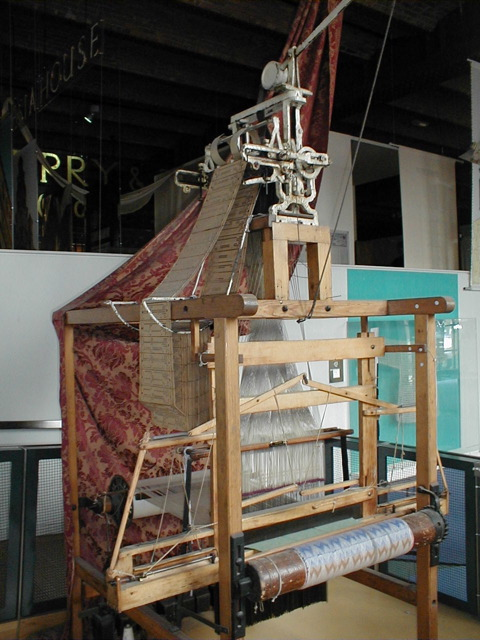
Винахід Жозефа Марі Жаккара

Жозе́ф Марі́ Жакка́р (інколи, Жаккард, фр. Joseph Marie Jacquard; 7 липня 1752, Ліон — 7 серпня 1834, Уллен, департамент Рона) — французький винахідник ткацького верстата для візерунчастих тканин (відомого як жакардовий ткацький верстат або машина Жаккара).

## Біографічні дані
Його батько володів невеликим (на базі двох ткацьких верстатів) сімейним ткацьким виробництвом і Жозеф теж почав свою трудову діяльність ще дитиною на одному з численних ткацьких виробництв в Ліоні. Але ця важка і небезпечна праця його не захоплювала і майбутній винахідник вступив на навчання до палітурника, потім працював ливарником у типографії і, нарешті, після смерті батьків успадковує їхнє виробництво та знову стає ткачем.
Першу спробу створити автоматичний ткацький верстат Жаккар зробив у 1790 році, але активна участь в революційних подіях у Франції не дозволила йому провадити роботи над удосконаленням свого винаходу. Після революції Жаккар продовжив свої конструкторські пошуки. Згодом винайшов машину для в'язання сіток і повіз її у 1801 році в Париж, де побачив ткацький верстат Жака де Вокансона, який ще у 1745 році використав перфорований рулон паперу для керування переплетенням ниток. Ця конструкція навела Жаккара на остаточне технічне вирішення, яке було удостоєне у 1804 році золотої медалі на Паризькій виставці. Доведення своєї конструкції ткацького верстата до промислового рівня він завершив лише у 1807 році.
У 1808 році Наполеон нагородив Жаккара премією у 3000 франків і правом отримання винагороди у 50 франків з кожного працюючого у Франції верстату його конструкції. У 1812 році у Франції працювало до 18-ти тисяч верстатів Жаккара.
У 1819 році Жаккар був удостоєний Ордена Почесного Легіону. Помер Жозеф Марі Жаккар у 1834 році у віці 82 років. У 1840 році Жаккару поставили пам'ятник у Ліоні.

## Винахід Жаккара
Винахід Жаккара за різноманітністю і безпомилковістю своєї роботи є досить оригінальним механізмом. Для отримання візерункової тканини недостатньо було опускати поперемінно всі парні або всі непарні нитки основи, щоб пропускати в утворений «зів» човник з ниткою, а необхідно опускати лише деякі з них, в певному порядку, різному для всіх ниток утка, що утворюють заданий візерунок. Кожна нитка основи проходить у ткацькому верстаті через особливе кільце-нитницю, поєднану у Жаккара з особливим вертикальним стрижнем. Всі вони розташовані досить щільно, рядами, і на їхні верхні кінці натискається шматок картону з отворами, що відповідають стержням, які повинні залишитися нерухомими. Необхідна для візерунка кількість таких картонів з'єднана у безперервний ланцюг, а простий механізм перекладає їх автоматично після кожного проходу човника.
Ткацький верстат Жаккара дозволив не лише ткати промисловим способом тканини зі складними візерунками (жаккард), але і став прообразом сучасних автоматичних ткацьких верстатів. Це була перша машина, що використовувала для своєї роботи перфокарти, які згодом знайшли застосування в обчислювальній техніці, де використовувались до середини XX століття.

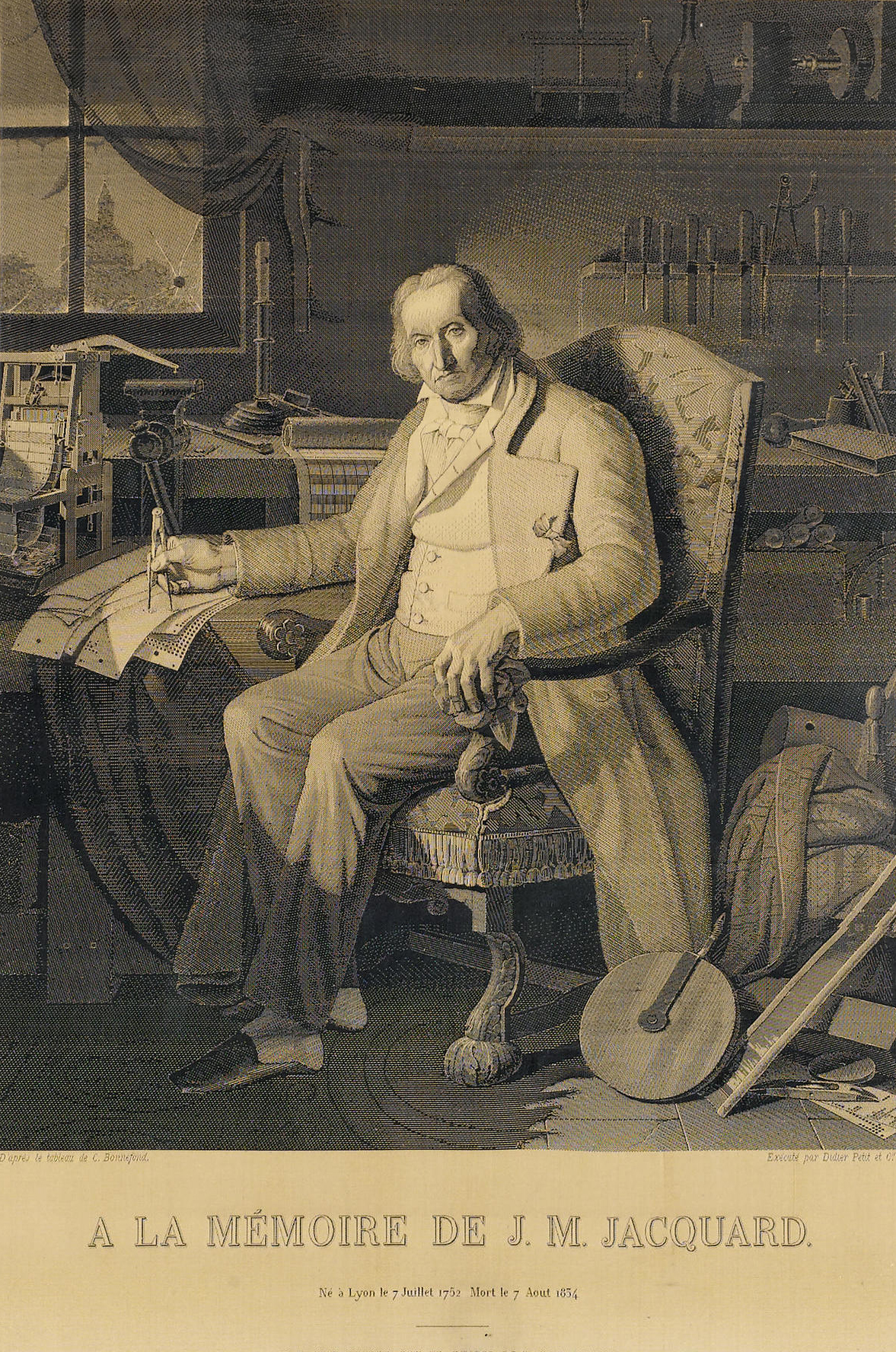
Найвідоміше зображення з історії зародження інформатики
Цей портрет Жаккара був сплетений з шовку на Жаккаровому верстаті у 1839-му і потребував для створення 24000 перфокарт (по одній на ряд ниток). Він виготовлявся лише на замовлення. Одним з цих портретів володів Чарльз Беббідж, і він надихнув його на використання перфокарт у його аналітичній машині. Знаходиться в колекції Музею науки в Лондоні.